# Habiru
Habiru, Hapiru of Apiru waren verschillende groepen in de Vruchtbare Sikkel, die zich uitstrekte van Noordoost-Mesopotamië over de Kanaänitische regio en van de grenzen van Iran tot die van het Oude Egypte. Deze groepen worden over een periode van 2000 tot 1200 v.Chr. vermeld in verschillende bronnen uit het Oude Nabije Oosten. Het waren geen etnische, maar sociale groepen, die veelal de banden met hun gemeenschap verbroken hadden, bijvoorbeeld om schuldslavernij te ontvluchtten. Carol Redmount concludeerde dat de term Habiru niet in verband stond met een bepaalde etniciteit, dat de Habiru geen gemeenschappelijke taal spraken en dat zij aan de zelfkant van de gevestigde maatschappij leefden. De Habiru moeten volgens sommige moderne academici eerder gezien worden als een inferieure sociale klasse dan als een etnische groep of als een stam.
Afhankelijk van de bron en het tijdperk werden deze mensen als weinig constructief en eerder als storende amok makende elementen in en rond de gevestigde samenleving beschouwd. Ze werden benoemd als nomaden of semi-nomaden, rebellen, vogelvrij verklaarden, roversbenden, huurlingen, dienstvolk of slaven, zich verplaatsende werklieden. Deels vindt dit zijn oorsprong in de gekleurde beschrijvingen van stadsbewoners.

## Oude bronnen

### Sumerische optekeningen
In de derde dynastie van Ur worden ze omschreven als "die slecht geklede lieden, die in doodse stilte rondreizen, die alles vernielen, wier mannenvolk gaat waar het wil, - zij slaan tentenkampen op - ze brengen hun tijd op het platteland door zonder de decreten te respecteren van mijn koning Shulgi". Het waren mensen die zich in de marge van de samenleving ophielden en er een eigen wet op na hielden.
Dit volk werd aangeduid met een tweevoudig teken in spijkerschrift, fonetisch gespeld als SA.GAZ. Het woord had in het Akkadisch een pendant (habbatu ) dat struikrover betekende. Hoewel opgetekend in de Sumerische taal hebben de afzonderlijke tekens, de geschrevens karakters, geen betekenis. Er zijn geleerden die stellen dat het logogram in het Sumerisch uitgesproken werd als GUB.IRU.

### Vroeg-Mesopotamische bronnen
In het vroege Mesopotamië is het Sumerische logogram SA.GAZ in teksten uit circa 1850 v.Chr. aangetroffen. Hier was het een aanduiding voor bendes huursoldaten in dienst van kleine stadstaten, waarvoor zij voedsel of levende schapen ontvingen. Een van die teksten gebruikte zelfs het Akkadische spijkerschrift voor Hapiri. Weer een andere tekst beschreef ze als soldaten uit het westen.
Het Tikunani-prisma uit 1550 v.Chr. toont een namenlijst van 438 Habirusoldaten in dienst van Tikunani, een kleine stadstaat in het centrum van Mesopotamië. Het merendeel van die namen is typisch Hurritisch, de rest Semitisch.

### Kanaänitische bronnen
De Amarna-brieven (die Kanaänitische vazallen van Egypte schreven aan hun soeverein, farao Achnaton) vormen de belangrijkste bron uit de vergeten dagen (circa 1340 v.Chr.) waarin het woord Habiru wordt genoemd. In deze brieven beklaagden de vazalstaten zich over de voortdurende roofovervallen van bendes huurlingen. Deze Habiru maakten een groot gebied, van het Syrische Damascus tot aan Jeruzalem, onveilig. De schrijvers gebruikten zowel Akkadisch als het spijkerschriftlogogram voor Habiru.
Shachmu (i.e. Shechem) was het centrum van een stadstaat geleid door Labaya (of Labayu), een Kanaänitische aanvoerder die huurlingen rekruteerde onder de Habiru. Labaya was de auteur van drie Amarna-brieven. Zijn naam komt in 11 van de overige 382 brieven terug, waarnaar 28 keer gerefereerd wordt, waarbij het hoofdthema van de brief Labaya zelf is, alsmede zijn relatie met de rebellerende Habiru van het platteland.

### Egyptische bronnen
De Franse archeoloog Pierre Montet identificeerde Sân el Hagar als het Raämses van de Bijbel, een van de twee voorraadsteden die door de Habiru voor farao werden gebouwd.
Er zijn ook nog verschillende Egyptische bronnen die het hiëroglief PR.W. voor Habiru gebruiken. Zo is er een verslag over de verovering van de stad Joppa, van generaal Thoth, opperbevelhebber uit circa 1440 v.Chr. onder Thoetmosis III. De generaal verzoekt in dit verslag zijn paarden binnen de muren van de stad te mogen stallen, omdat ze anders gestolen zouden worden door passerende PR.W.
In Memphis en Karnak zijn twee obelisken waarop Amenhotep II zijn overwinningen meldt, met de 89.600 krijgsgevangenen, waaronder 3.600 PR.W, die hij maakte. Een stele uit de regering van Seti I van circa 1300 v.Chr. meldt een strafexpeditie naar Syrië en Kanaän als antwoord op de steeds brutaler wordende overvallen van de Habiru. Gevangen rovers werden meegevoerd en als slaaf verkocht. De zoon van Seti I is Ramses II.

## Religie
De hoofdgod die door de Semitische Habiru werd aanbeden was de maangod Yamm of Yah, die onder dezelfde naam bekendstond van de Egyptische grens tot in Babylonië. Ook de naam voor de Maan in het Egyptisch is ervan afgeleid.
Veel later won de Hurritische en Hettitische stormgod Teshub aan belang onder de naam Indra van de Ariërs en onder de naam Yaw van de Semieten (mogelijk een vervorming van Yah). Bij de verovering van Egypte door de Hyksos werd Yaw met Seth geïdentificeerd. Zij introduceerden de cultus van de oorlogsgodin Anat als zijn gade, analoog aan de Hettitische godheid HannaHanna of de Hurritische Hebat.
Na de val van de Hyksos in Egypte ging de cultus van Yaw voort in Ugarit in de vorm van de zeedemon Yamm, maar kwam tot verval in Syrië waar hij werd gesubstitueerd door de cultus van Baäl Hadad.

## Habiru versus Hebreeën
Bij de ontdekking van de Amarna-brieven aan het begin van de twintigste eeuw dachten historici destijds dat de Habiru de voorouders van de Bijbelse Hebreeën waren en gebruikten zij de term Hebreeën om er de nakomelingen van de Bijbelse aartsvaders tot aan de verovering van Kanaän (Palestina) in het laat 2e millennium v.Chr. mee aan te duiden. Als zodanig zijn Hebreeën en Habiru als synoniemen opgevat. Habiru, wat zoiets betekent als van gene zijde, waren sociale groepen die zich destijds in het Midden-Oosten buiten de beschaafde wereld ophielden en door de aangrenzende (half)woestijnen rondtrokken. Naarmate meer teksten werden ontdekt, bleek dat de Habiru een zeer groot verspreidingsgebied hadden. De Hebreeuwse stammen waren Habiru, maar niet alle Habiri waren Hebreeën. De Hebreeën poogden deze naam te behouden voor de geslachtslijn van de latere Israëlieten. Dat geeft enig inzicht in de selectie van Abraham, de Habiri, als vader van vele volkeren. Vanuit dat gezichtspunt was hij zowel een Habiri als de voorvader van de Hebreeën (Israëlieten).